# Osiedle Bażantowo
Osiedle Bażantowo – osiedle mieszkaniowe w Katowicach, położone w granicach dzielnicy Kostuchna, przy granicy z Piotrowicami-Ochojcem. Znajduje się w rejonie ulic: Armii Krajowej, Bażantów, Pijarskiej, Zabłockiego, niedaleko osiedla Odrodzenia. Zostało wybudowane przez dewelopera Millenium Inwestycje.
Jest to inwestycja typu „miasto w mieście”. Na terenie osiedla oprócz mieszkań znajdują się biura, centrum handlowe, siłownie, basen, spa, kręgielnia, solaria, placówki banków, tereny rekreacyjne, place zabaw, hotel, dom seniora, żłobek, przedszkole i szkoła.

## Historia
Na terenie dzisiejszego osiedla Bażantowo znajdowały się nieużytki, na których żyły bażanty. Kilkadziesiąt domów szeregowych zaprojektowało Konior Studio, obiekt rekreacyjno-sportowy Biuro Projektowe Małeccy, a zespół budynków wielorodzinnych Medusa Group. Budowę osiedla rozpoczęto w 2002 roku, a budynki na osiedlu oddawano do użytku etapami. W latach 2003–2005 ukończono budynku przy ulicy Z. Hierowskiego 48, 52, 54, 56, 58, 60, 62, 64 i 66, w 2006 roku obiekty przy ulicy Z. Hierowskiego 44, 46 i 50 oraz ulicy Bażantów 12, 14, 16 i 18, rok później ukończono kompleks na rogu ulic Z. Hierowskiego i Bażantów, budynki przy ulicy A. Puchały 4 i 6, ulicy Bażantów 10 oraz przy ulicy Z. Hierowskiego 40 i 42. W latach 2010–2013 rozbudowano osiedle o obiekty użyteczności publicznej na południu. W styczniu 2007 roku na budowie osiedla doszło do wypadku, w wyniku którego życie stracił 44-letni operator żurawia wieżowego. W wyniku silnych wiatrów spowodowanych przez Orkan Kyrill złamała się konstrukcja dźwigu, która zahaczyła o drugą tego typu maszynę. W 2014 roku na terenie osiedla powstał Dom Seniora. W 2015 roku Millenium Inwestycje rozpoczęło budowę osiedla domów szeregowych o nazwie Bażantowo Południe, zlokalizowanego w dzielnicy Podlesie przy ulicy Mlecznej. Pod koniec 2017 roku oddano do użytku centrum handlowe o nazwie Bażantowo Cube. 
Osiedle Bażantowo stało się katalizatorem dla rozwoju innych projektów deweloperskich, lokalizowanych w jego otoczeniu. Należą do nich m.in.: Murapol Bażantów składający się z ośmiu budynków z 641 mieszkaniami, zrealizowany w latach 2012–2017, Dombud Pustułek, którego pierwszy etap zrealizowano do 2016 roku, Opal Park Bażantów składający się z 80 mieszkań, zrealizowany w latach 2016–2019, Murapol Nowy Bażantów z 353 mieszkaniami, którego budowę rozpoczęto w 2016 roku, Mała Skandynawia, którego budowę rozpoczęto w 2012 roku oraz kompleks Wille Corbu. Osiedla postrzegane są jako całość, która jest nazywana jako Bażantowo lub Bażantów. Sam zaś rozbudowa osiedla Bażantowo była również dalej realizowana. Do 2021 roku zaplanowano ukończenie pierwszego etapu inwestycji o nazwie Bażantowo Planty.

## Komunikacja
Na osiedle można dojechać autobusami ZTM linii 36, 37, 297, 688 i 689. Do 2024 roku planowana jest budowa nowej linii tramwajowej z centrum przesiadkowego Katowice Brynów do planowanego centrum przesiadkowego Katowice Kostuchna. Podróż z osiedla Bażantowo na Rynek w Katowicach ma zająć około 20 minut. Miasto planuje również budowę nowej drogi, łączącej ulicę Bażantów z ulicą Szarych Szeregów.

## Galeria

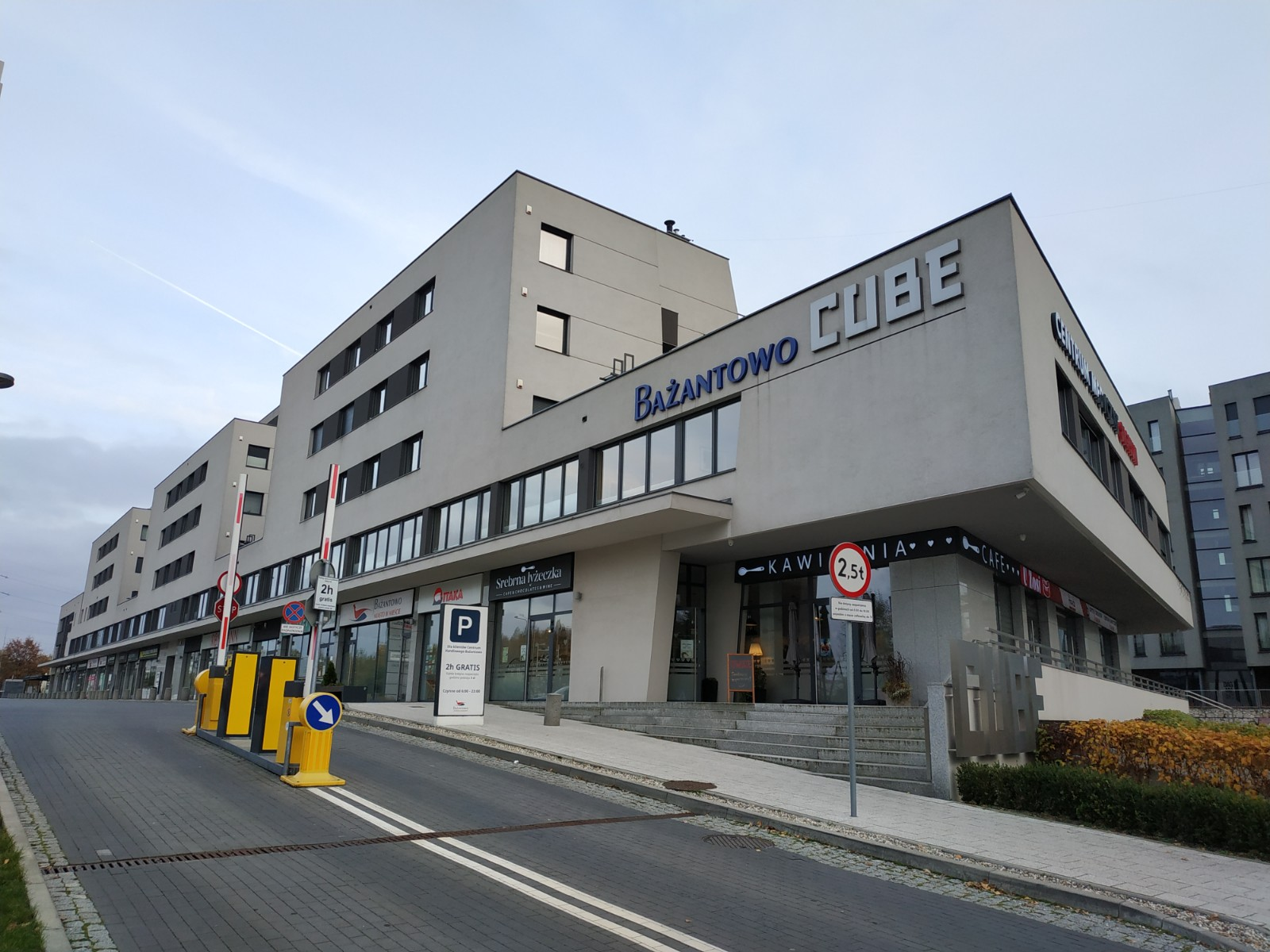
Centrum handlowe Bażantowo Cube
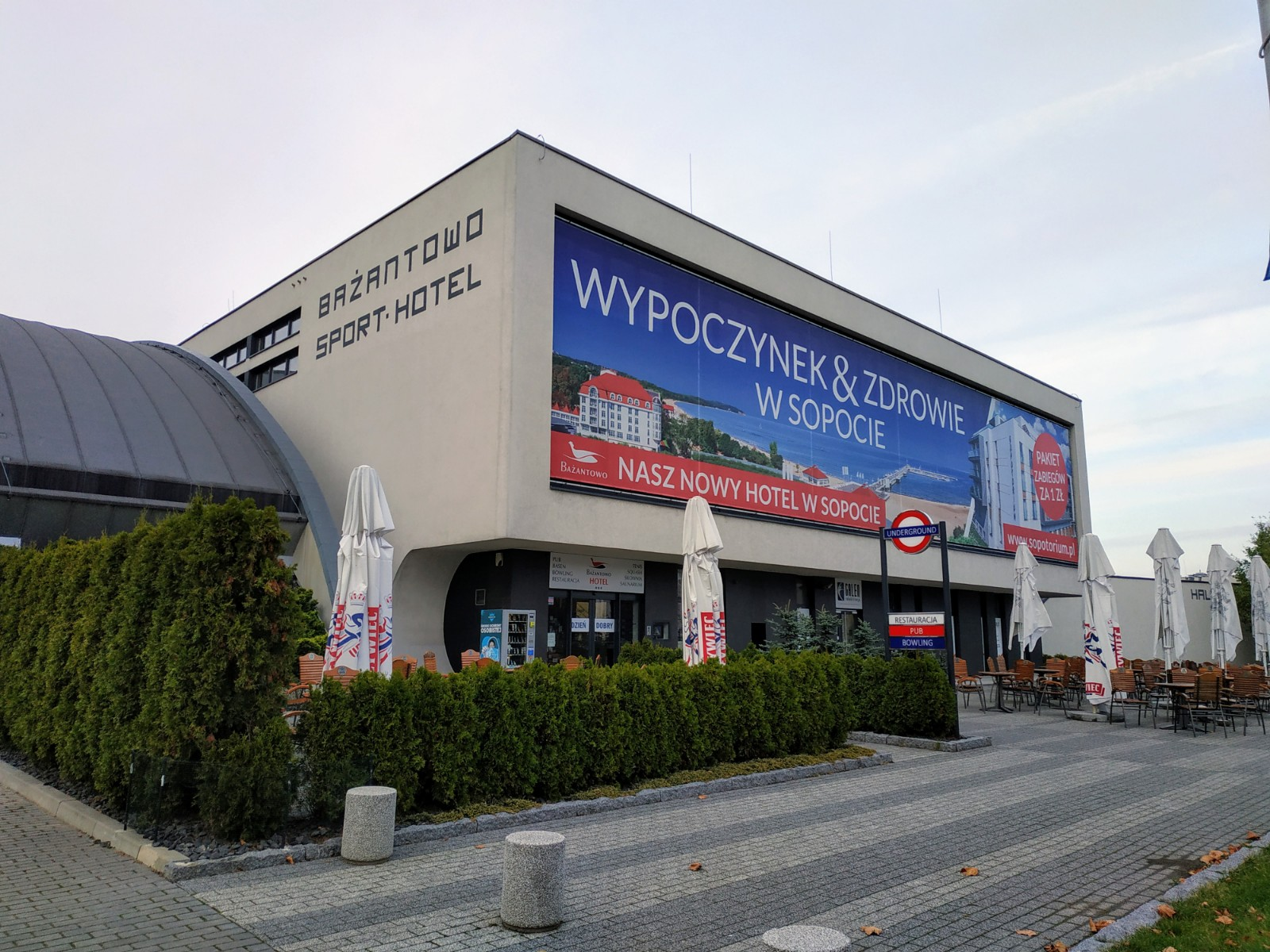
Centrum sportowe oraz hotel
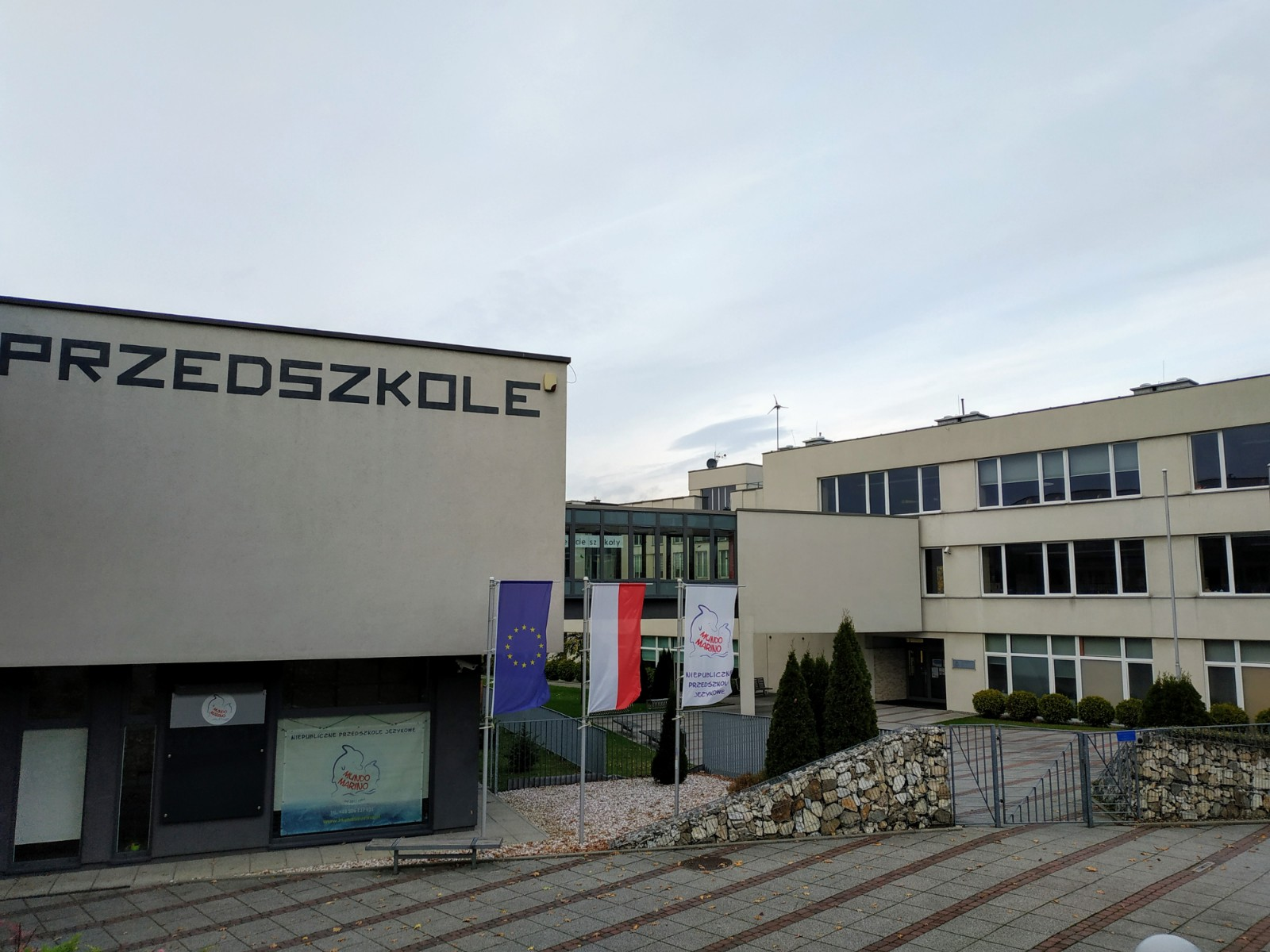
Przedszkole i szkoła
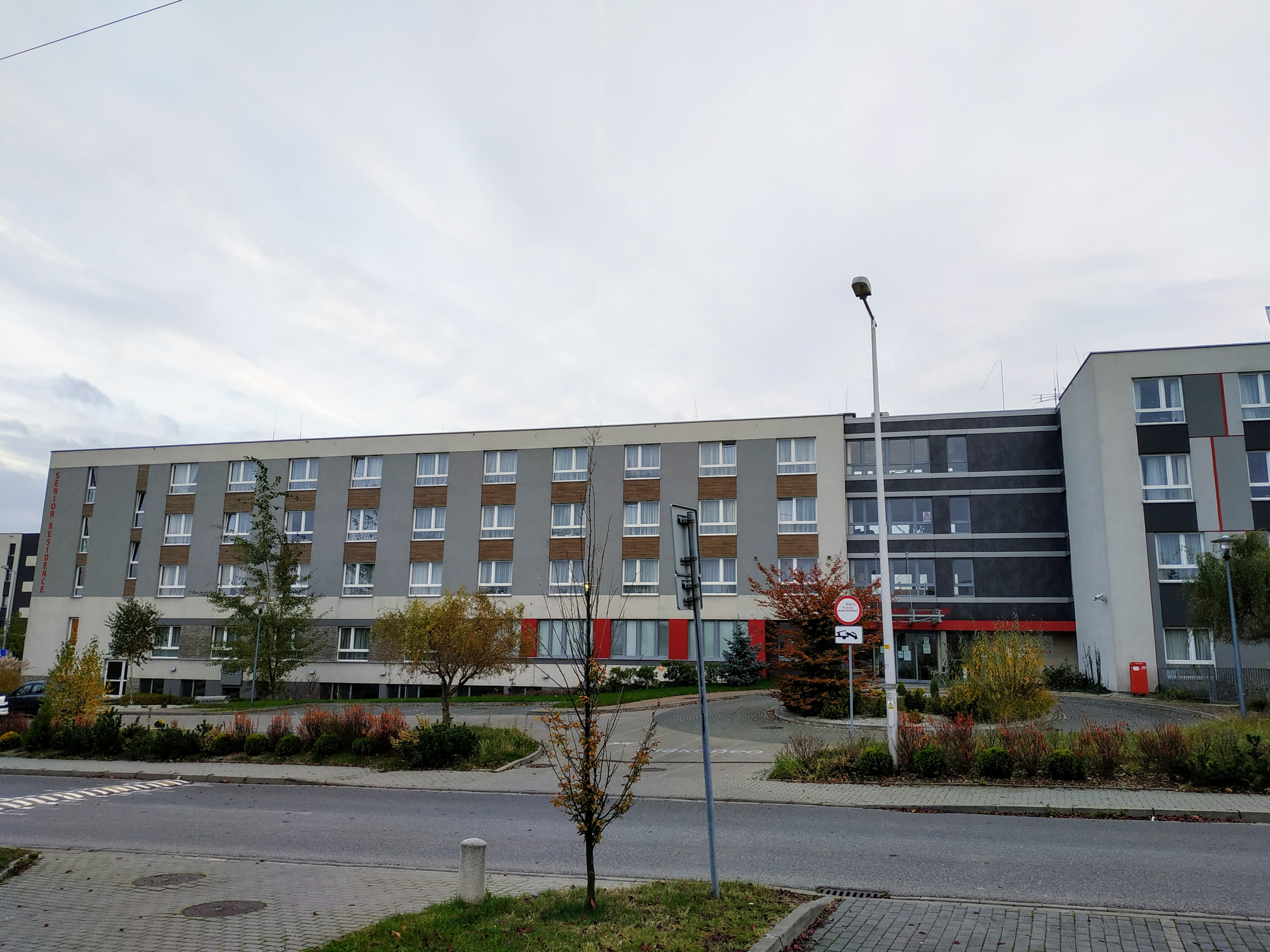
Dom seniora
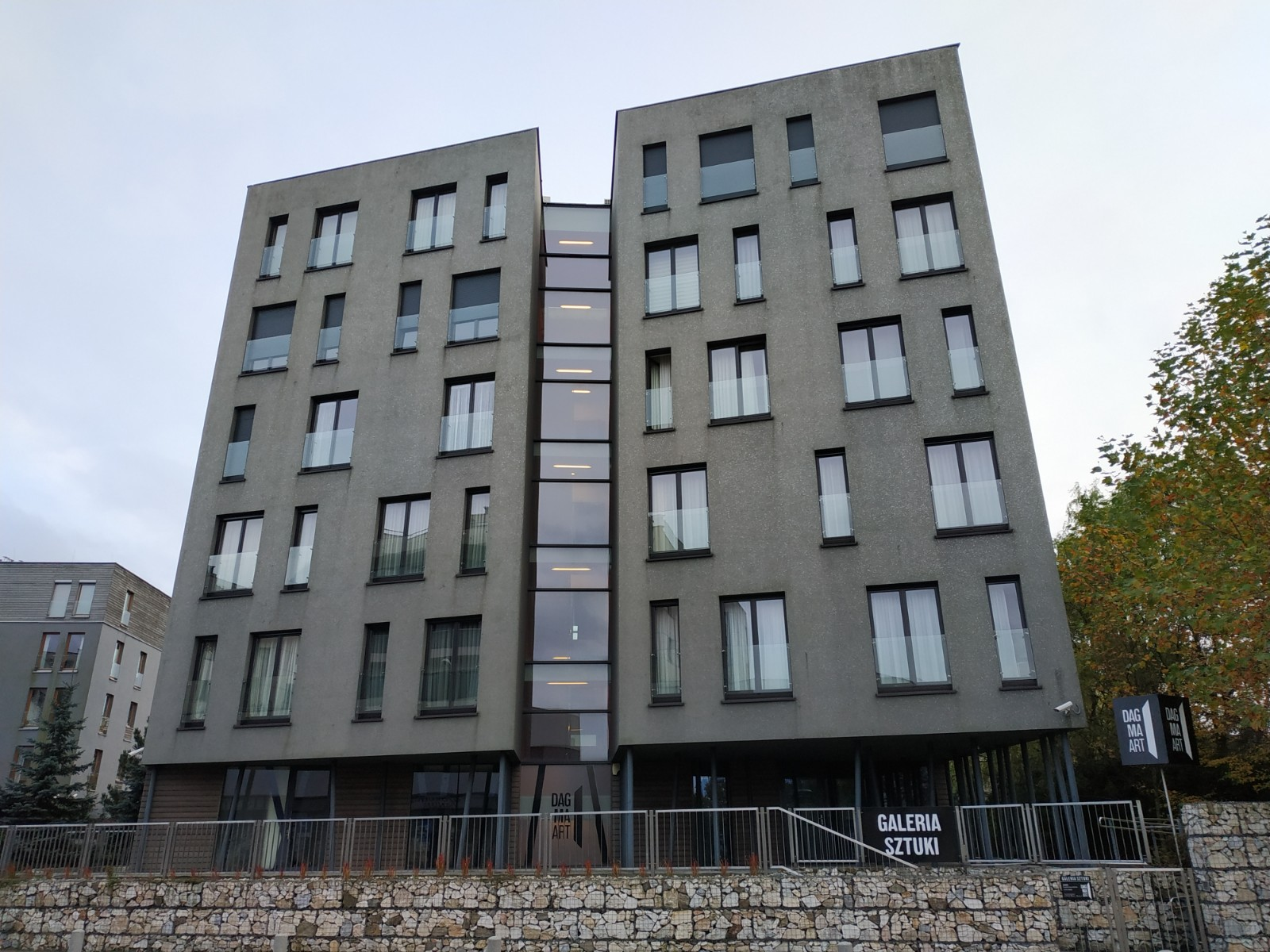
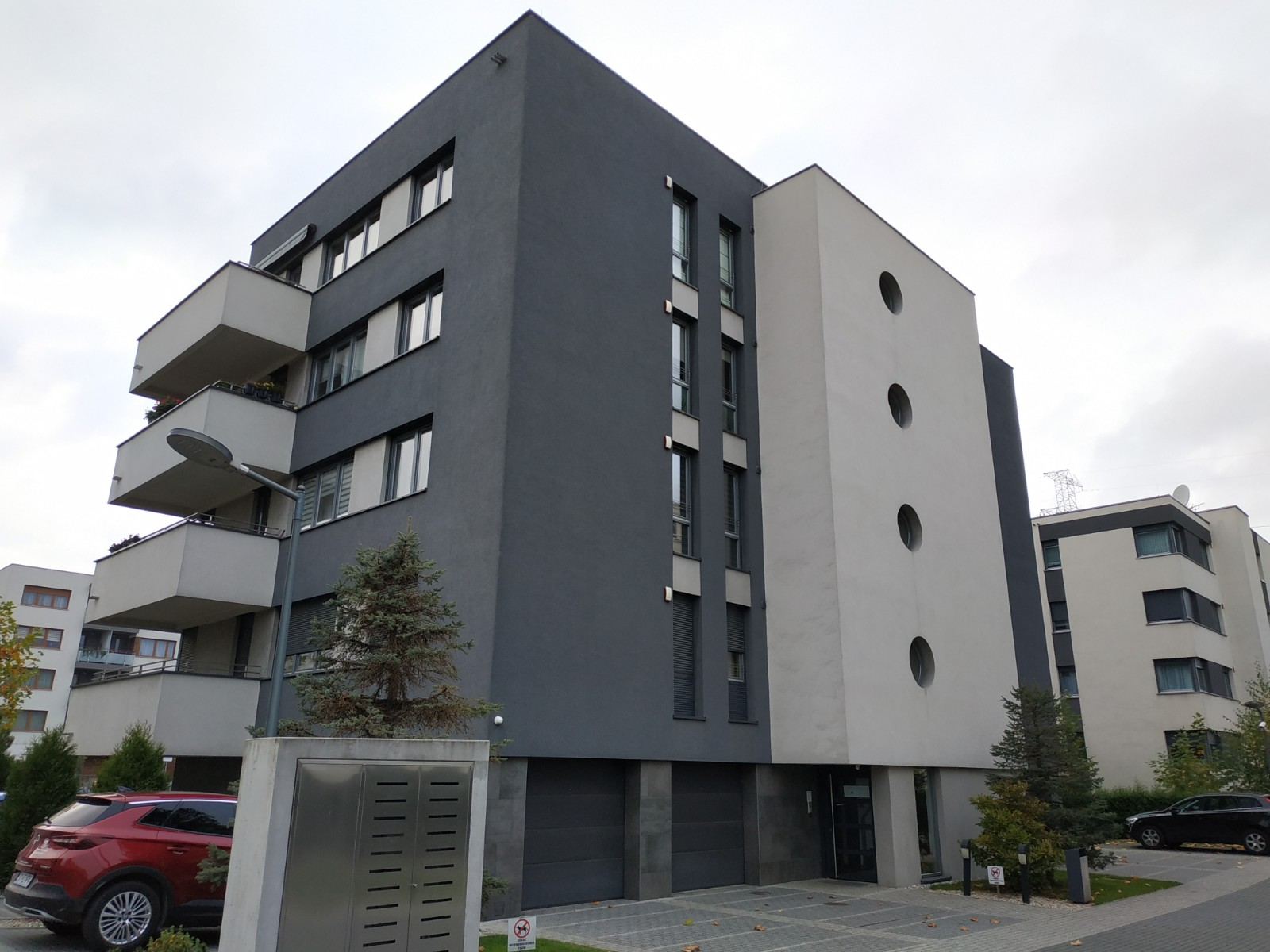
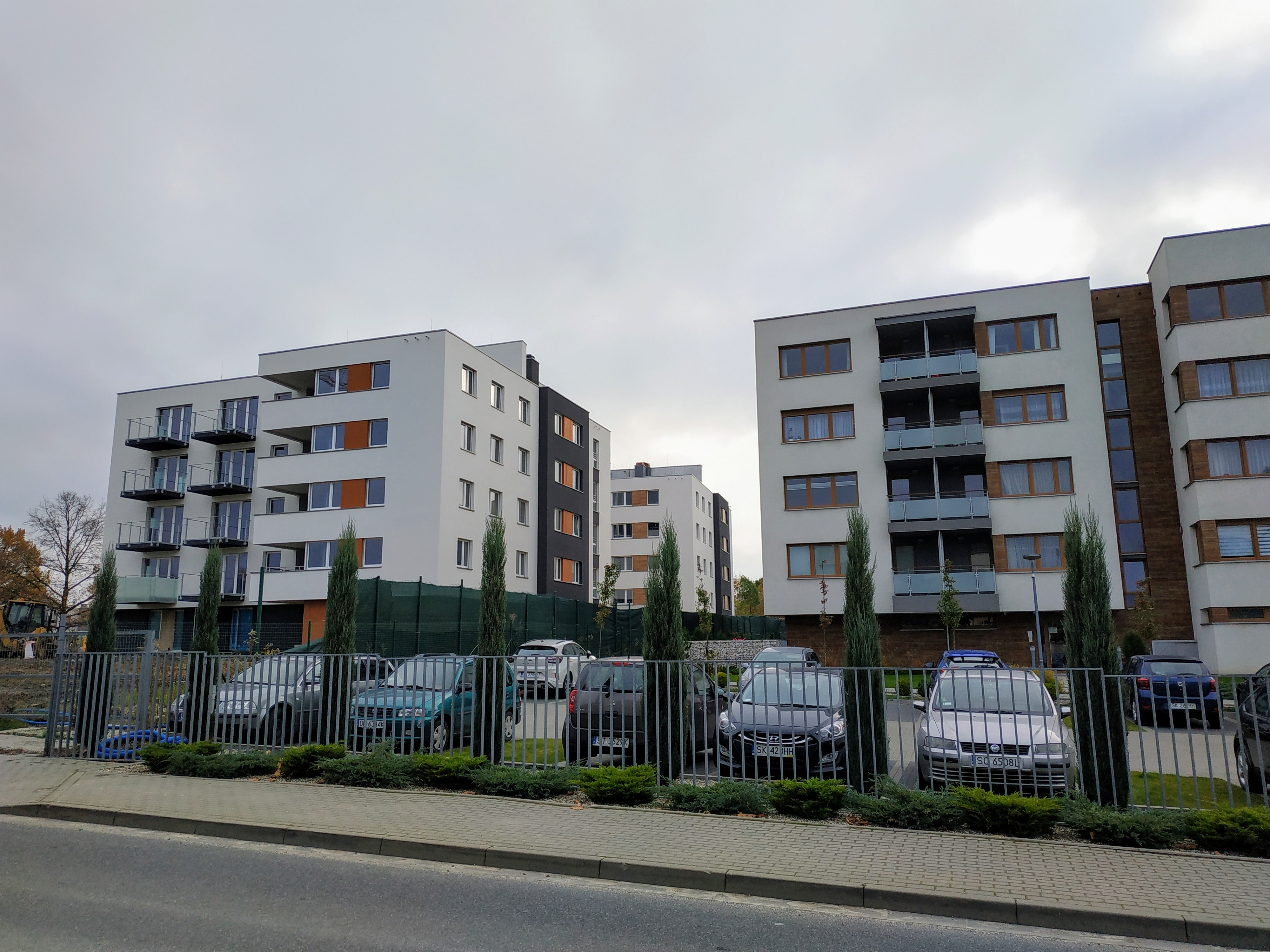
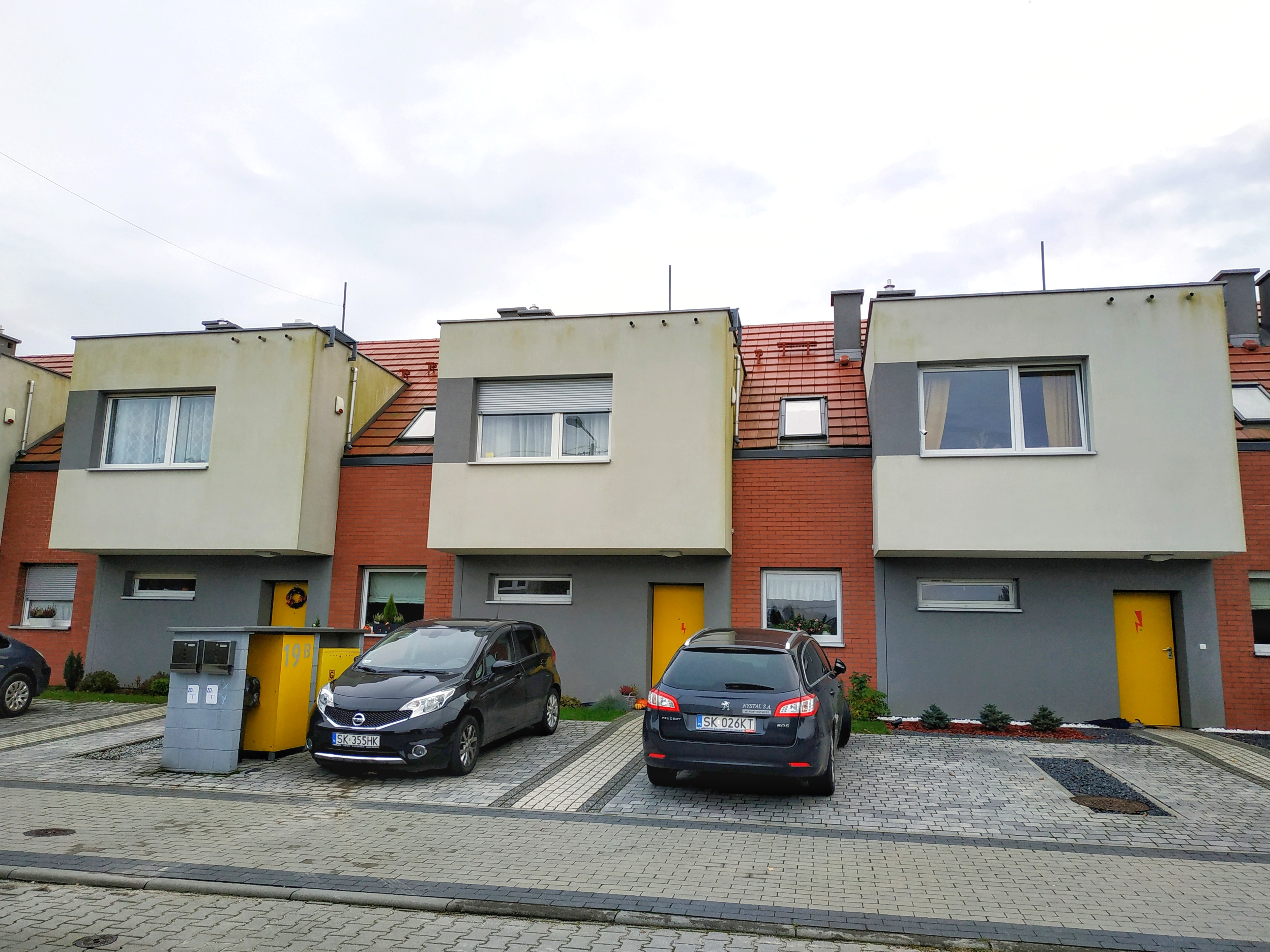
Bażantowo Południe przy ulicy Mlecznej
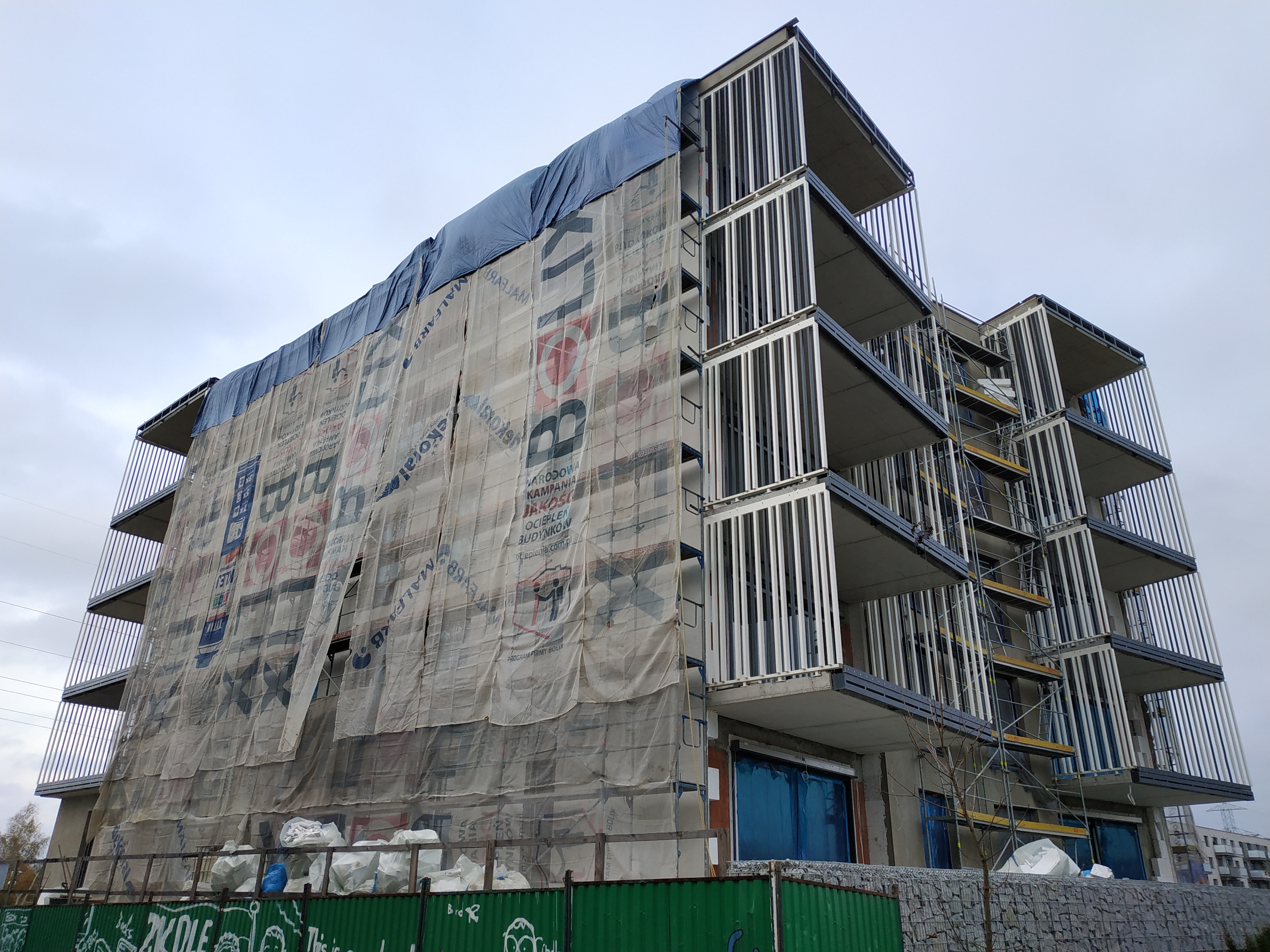
Budowa Apartamentów IQ3
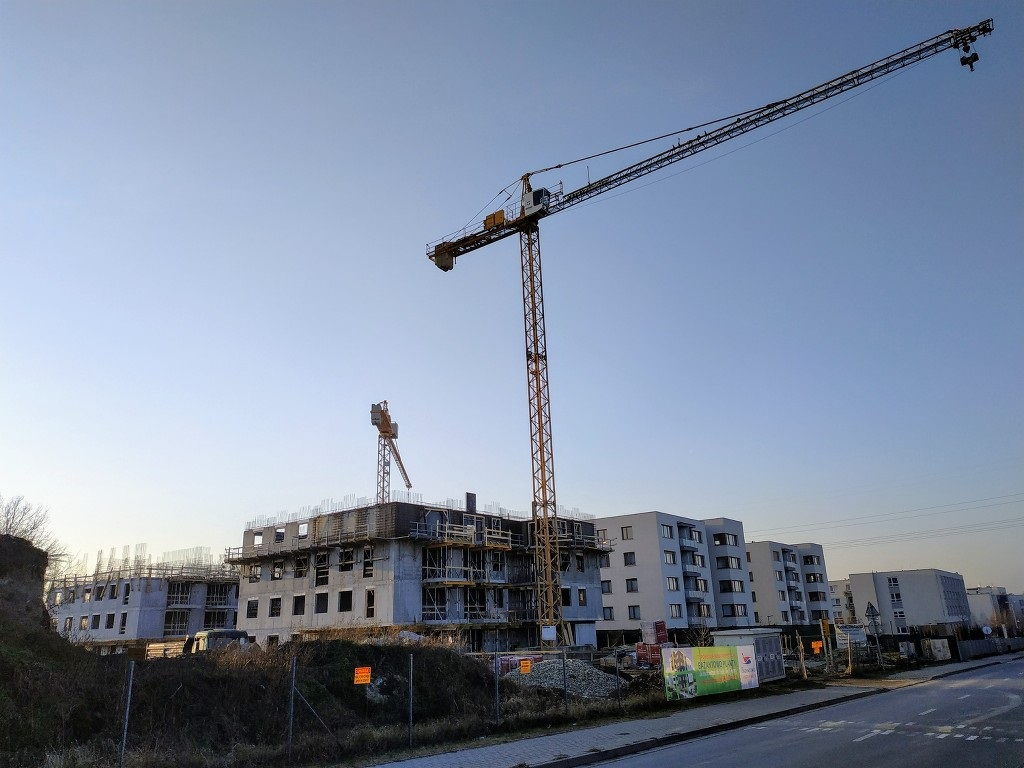
Budowa inwestycji Bażantowo Planty